# American Horror Story: Cult
La setena temporada de la sèrie de televisió d'antologia de terror americana American Horror Story, subtitulada Cult, té lloc al suburbi fictici de Brookfield Heights, Michigan, durant l'any 2017, i se centra en un culte que aterroritza els residents després de la victòria de Donald Trump. Eleccions presidencials dels EUA de 2016. El repartiment més petit de la sèrie, inclou Sarah Paulson, Evan Peters, Cheyenne Jackson, Billie Lourd, Adina Porter i Alison Pill, amb tots retornats de temporades anteriors, excepte els nouvinguts Lourd i Pill.
Creada per Ryan Murphy i Brad Falchuk per a la cadena de cable FX, la sèrie està produïda per 20th Century Fox Television. Cult es va emetre entre el 5 de setembre i el 14 de novembre de 2017, que consta d'11 episodis. El subtítol es va anunciar el juliol de 2017.

## Elenc i personatges

### Elenc principal
- Sarah Paulson com Allyson «Ally» Mayfair-Richards i Susan Atkins
- Evan Peters com Kai Anderson, Andy Warhol, Marshall Applewhite, David Koresh, Jim Jones, Jesús[2] i Charles Manson
- Cheyenne Jackson com a Dr. Rudy Vincent Anderson
- Billie Lourd com Winter Anderson i Linda Kasabian
- Alison Pill com Ivy Mayfair-Richards

### Recurrents
- Adina Porter com Beverly Hope
- Leslie Grossman com Meadow Wilton i Patricia Krenwinkel
- Chaz Bono com a Gary Longstreet
- Colton Haynes com el detectiu Jack Samuels
- Cooper Dodson com Ozymandias «Oz» Mayfair-Richards
- James Morosini com a RJ 4
- Dermot Mulroney com a Bob Thompson

### Estrelles especials convidades
- Billy Eichner com Harrison Wilton i Tex Watson
- Frances Conroy com Bebe Babbitt
- Emma Roberts com a Serena Belinda
- Mare Winningham com Sally Keffler
- Lena Dunham com Valerie Solanas

### Convidats especials
- John Carroll Lynch com Twisty, el pallasso
- Jamie Brewer com a Hedda
- Dot-Marie Jones com a Butchy May
- Jorge Luis Pallo com a Pedro Morales
- Zack Ward com a Roger
- Laura Allen com a Rosie
- Ron Melendez com Mark
- Rick Springfield com el pastor Charles
- Rachel Roberts com Sharon Tate
- Annie Ilonzeh com a Erika

## Episodis
| Núm. en serie | Núm. en temp | Títol                                         | Dirigit per           | Escrit per                 | Data d'emissió original | Prod.codi | Espectadors (milions) |
| 74 | 1            | «Election Night»                              | Bradley Buecker       | Ryan Murphy i Brad Falchuk | 5 de setembre de 2017   | 7ATS01    | 3,93                  |
| L'Ally i l'Ivy són una parella casada que tenen un fill anomenat Oz. L'Ally té diverses fòbies (principalment la coulrofòbia, que fa que Ally tingui un atac de pànic després de veure el còmic Twisty the Clown d'Oz). Les pors s'intensifiquen després de saber que Donald Trump ha guanyat les eleccions presidencials dels Estats Units del 2016. El seu psiquiatre, el doctor Rudy Vincent, recomana un medicament per calmar la seva ansietat induïda per la fòbia. Els pallassos aviat comencen a perseguir l'Ally. Els germans Kai i Winter fan un pacte misteriós després que Trump es converteixi en president. Kai fa un discurs contra la seguretat addicional en un centre jueu local, argumentant que la gent hauria d'aprendre a viure amb la seva por. Les seves opinions són rebutjades pel regidor Tom Chang, un veí d'Ally & Ivy. Winter es converteix en la mainadera d'Oz i intenta desensibilitzar-lo a la violència. Kai atrau un grup d'homes hispans perquè el peguen. Oz i Winter són testimonis que Tom i la seva dona són massacrats a casa seva per un grup de pallassos. La policia declara erròniament que l'incident és un assassinat-suïcidi. |              |                                               |                       |                            |                         |           |                       |
| 75 | 2            | «Don't Be Afraid of the Dark»                 | Liza Johnson          | Tim Minear                 | 12 de setembre de 2017  | 7ATS02    | 2,38                  |
| Oz explica a la policia i a les seves mares sobre els pallassos, però Winter diu que els va imaginar. La mort del senyor Chang deixa un ajuntamentseient vacant. Cavalcant una onada de simpatia arran de la seva pallissa pels immigrants hispans, Kai fa campanya pel seient vacant. Ally desconfia dels nous ocupants excèntrics de l'antiga casa del Chang, Harrison i Meadow Wilton. Al restaurant d'Ally i Ivy, el Butchery on Main, les tensions augmenten entre el sub xef, Roger, i un empleat hispà, Pedro. Més tard, el sistema de seguretat del restaurant s'apaga i l'Ally investiga. Troba en Roger penjat d'un ganxo a l'armari de la carn. El detectiu de policia Samuels assenyala Pedro com el sospitós més probable. L'Ally obté una pistola dels Wilton. Un aliat desconsolat és reconfortat i seduït breument per Winter. Durant un suposat tall de llum a la ciutat, l'Ally és terroritzada pels mateixos pallassos. Ivy envia en Pedro a lliurar subministraments a la casa i Ally el mata accidentalment. |              |                                               |                       |                            |                         |           |                       |
| 76 | 3            | «Neighbors from Hell»                         | Gwyneth Horder-Payton | James Wong                 | 19 de setembre de 2017  | 7ATS03    | 2,25                  |
| Després d'una sessió de teràpia amb el doctor Vincent en què una parella parla sobre la dona que va superar la seva tafefòbia, uns pallassos irrompen a casa de la parella i els enterren en taüts. Els piqueters protesten per la mort de Pedro fora de la carnisseria de Main. Kai promet a Ally que els dissuadirà. Els Wilton reben l'Ally per la mort d'en Pedro i li donen a Oz un conillet d'índies. Un camió que dispersa un misteriós gas verd pel barri molesta l'Ally. El conillet d'índies d'Oz es cou al microones i es mata. Ally sospita que els Wilton són els autors. Ella ataca Harrison i amenaça Meadow. L'Oz descobreix imatges en línia d'Ally seduïda per Winter, devastant Ivy. Els Wilton són interrogats individualment per Kai. Harrison expressa el seu desig de la mort de Meadow. Després, Meadow desapareix i Harrison culpa a Ally. |              |                                               |                       |                            |                         |           |                       |
| 77 | 4            | «11/9»                                        | Gwyneth Horder-Payton | John J. Gray               | 26 de setembre de 2017  | 7ATS04    | 2.13                  |
| La nit de les eleccions, es mostren a votar diversos personatges principals. Tot i prometre no emetre un "vot de protesta", Ally vota per Jill Stein, enfurismant Ivy. L'endemà de les eleccions, Harrison es converteix en l'entrenador personal de Kai. Kai pren a Harrison sota la seva ala i finalment el convenç d'assassinar el seu cap, que degrada els altres. Més tard, en Kai s'interessa especialment per una periodista anomenada Beverly Hope. Beverly ha estat reiteradament passat per la promoció i està sent eclipsada per una periodista més jove anomenada Serena, que té una aventura amb el cap de Beverly, Bob. Kai fa que els seus seguidors assassinin Serena per convèncer la Beverly de les seves habilitats i li ofereix "igualtat poder" en la seva recerca de dominació. Ivy assisteix a un míting polític on és palpada per un home anomenat Gary. L'hivern ve en defensa de l'Ivy i els dos dinen junts. Aquella nit, Ivy i Winter segresten en Gary i l'encadenen a un pal d'un edifici abandonat per evitar que voti l'endemà. En Kai ve a ajudar en Gary una hora abans que tanquin les urnes i li ofereix una serra. Gary li talla la mà encadenada i vota Trump amb l'ajuda de Kai.                                                               |              |                                               |                       |                            |                         |           |                       |
| 78 | 5            | «Holes»                                       | Maggie Kiley          | Crystal Liu                | 3 d'octubre de 2017     | 7ATS05    | 2,20                  |
| Beverly informa a Kai que Bob està comprometent la cobertura de notícies dels assassinats de pallassos i, per tant, dificulta la campanya de Kai. Kai, Beverly, Winter, Harrison, el detectiu Samuels, Ivy, Gary i el càmera de Beverly, RJ, es posen màscares de pallasso, entren a la casa de Bob i filmen el seu assassinat (també assassinen un "gimp" que Bob ha suspès dels ganxos del seu àtic.). Ivy i RJ estan profundament pertorbats pels assassinats. Beverly després aconsella a Kai que talli vincles amb RJ, a qui considera un enllaç feble. Cada membre del culte, començant per Ivy, dispara un RJ lligat al cap amb una pistola de claus abans que en Kai l'acabi. Meadow demana a l'Ally la seguretat del culte i deixa escapar que Ivy és membre. Més tard, l'Ally veu Meadow estirat en una tomba oberta al pati del darrere. Beverly investiga a Kai sobre el parador dels seus pares i Kai revela que la seva mare va disparar al seu pare abusiu i després a ella mateixa en un assassinat-suïcidi. El doctor Rudy Vincent, que es va revelar que era el germà gran de Kai i Winter, va insistir que encobriren les morts per protegir la seva carrera i continuar rebent la pensió de la seva mare i els xecs d'invalidesa del pare.                        |              |                                               |                       |                            |                         |           |                       |
| 79 | 6            | «Mid-western Assasin»                         | Bradley Buecker       | Todd Kubrak                | 10 d'octubre de 2017    | 7ATS06    | 2,15                  |
| Meadow revela a l'Ally que s'havia enamorat d'en Kai i va decidir abandonar el culte quan els seus sentiments no eren correspondència. Meadow també li diu a l'Ally que el culte ha fet grans passos per tornar-la boja perquè Ivy obtingués la custòdia exclusiva d'Oz. Ally planeja utilitzar el testimoni de Meadow per exposar en Kai i fa una visita a una candidata contraria, Sally Keffler, per demanar-li la seva ajuda. Enmig de la seva conversa, el culte irromp a la casa de la Sally i en Kai li dispara al pit, mentre l'Ally s'amaga al bany. Ell presenta el seu assassinat com un suïcidi. L'endemà, en un míting polític, Meadow dispara a diverses persones, entre elles en Kai. Ally intenta arrencar l'arma de les mans de Meadow, però Meadow es dispara a la boca. Ally és arrestat després d'un equip SWATarriba i la troba amb l'arma a les mans. Kai havia ordenat a Meadow que intentés assassinar-lo per fer-lo una presència a nivell nacional. Meadow també va rebre ordres de testimoniar contra l'Ally, ja que ningú es creuria una "dona boja". |              |                                               |                       |                            |                         |           |                       |
| 80 | 7            | «Valerie Solanas died for your sins: Scumbag» | Rachel Goldberg       | Crystal Liu                | 17 d'octubre de 2017    | 7ATS07    | 2,07                  |
| Ally és enviada a un hospital psiquiàtric. Kai guanya l'escó vacant a l'ajuntament. La seva presència als mitjans nacionals atrau un seguiment clandestí de milicians misògins. Beverly, Winter i Ivy són advertides per Bebe Babbitt, l'antiga amant de la feminista radical Valerie Solanas, sobre el perill de confiar en Kai. Bebe assegura que els homes al poder sempre fan de banda les dones. Ella els revela que Solanas va orquestrar els assassinats acreditats al Zodiac Killer. Solanas va morir embruixada pel fet que el seu llegat estaria lligat al seu rodatge d' Andy Warhol. Més tard, Beverly, Winter i Ivy assassinen Harrison per fer un comentari masclista. La Kai i la Bebe veuen l'informe de Beverly sobre la mort d'Harrison junts. |              |                                               |                       |                            |                         |           |                       |
| 81 | 8            | «Winter of Our Discontent»                    | Bàrbara Brown         | Joshua Green               | 24 d'octubre de 2017    | 7ATS08    | 2,06                  |
| Reduïts a rols subordinats per als nous homes del culte de Kai, la Beverly i l'Ivy planegen rebel·lar-se, però Winter els assegura que Kai és fiable i explica una època en què van salvar junts captius torturats d'un pastor trastornat. La proposta d'en Kai que en Samuel s'impregni a Winter amb el "messies" no surt com estava previst, i Samuels després intenta violar a Winter, que li dispara al cap. L'Ally és donada d'alta de l'hospital psiquiàtric i, en un esforç per recuperar el seu fill, informa a Kai que en Vincent està buscant que l'ingressin. Kai mata Vincent i confina Beverly a una cambra d'aïllament, culpant-la de la mort de Samuels. Ally s'uneix al culte, per a consternació d'Ivy. |              |                                               |                       |                            |                         |           |                       |
| 82 | 9            | «Drink the Kool-Aid»                          | Àngela Bassett        | Adam Penn                  | 31 d'octubre de 2017    | 7ATS09    | 1,48                  |
| Kai parla als seus seguidors sobre els líders del culte Marshall Applewhite, David Koresh i Jim Jones, expressant una gran admiració per tots ells. Desanimat per la mort del seu germà Vincent, Winter intenta convèncer l'Ally i l'Ivy perquè fugin amb ella, però són interceptats. Kai declara la seva intenció de presentar-se al Senat. L'Ivy i l'Ally intenten de nou fugir, però el culte segresta Oz i el manté al seu recinte. Més tard, Kai exigeix que cada membre del culte begui Kool-Aid enverinat per posar a prova la seva lleialtat. Després, revela que les begudes no estaven contaminades. Mentrestant, l'Ally serveix pasta Ivy i vi amb arsènic, i Ivy cau a terra i mor. Oz refuta les històries de Kai sobre els líders del culte i és castigat. Com a mitjà per protegir a l'Oz del dany, l'Ally mostra en Kai proves manipulades que ell era el seu donant d'esperma i que és el pare biològic d'Oz. |              |                                               |                       |                            |                         |           |                       |
| 83 | 10           | «Charles (Manson) in Charge»                  | Bradley Buecker       | Ryan Murphy i Brad Falchuk | 7 de novembre de 2017   | 7ATS10    | 1,82                  |
| Kai explica els assassinats de Tate als milicians i revela el seu pla director: un assassinat massiu coordinat simultani de dones embarassades per part dels seus seguidors. Més tard, comença a sospitar que un talp s'ha infiltrat en el culte i s'endinsa en un estat de paranoia maníaca que l'assola amb visions del seu germà mort i Charles Manson. Mentrestant, la Bebe està indignada pel fet que la Kai no hagi implementat el seu pla mestre per alliberar la ràbia femenina amb una plataforma política incendiària. L'Ally dispara en Bebe al cap després que ella estira una pistola a Kai. Després d'informar sobre l'assassinat de Gary, promulgat pel culte en un local de Planned Parenthood, una Beverly trencada és instada per Winter a fugir. Beverly insisteix que es manté lleial a Kai. La Kai, entre llàgrimes, estranya l'Hivern fins a la mort després que l'Ally la destaqui com el talp. L'Ally s'adona del veritable talp, el milicià Speedwagon. |              |                                               |                       |                            |                         |           |                       |
| 84 | 11           | «Great Again»                                 | Jennifer Lynch        | Tim Minear                 | 14 de novembre de 2017  | 7ATS11    | 1,97                  |
| Ally assassina Speedwagon després de descobrir que és un informador de la policia estatal. A continuació, informa un equip SWAT de l'FBI, que assalta el soterrani d'Anderson la nit que el culte té la intenció de massacrar cent dones embarassades. Mesos després, Ally divulga a Beverly, que ha estat alliberada per l'FBI perquè creien que era una participant no voluntària del culte, que l'FBI la va reclutar com a informadora mentre estava institucionalitzada. Beverly es converteix en un assessor clau en la campanya d'Ally al Senat. Després de reconstruir el seu culte entre reixes amb els dos presos i un guàrdia de seguretat, Kai s'escapa d'una presó de màxima seguretat.i s'infiltra en un debat polític televisat entre Ally i el seu oponent. Després d'una diatriba misògina, en Kai apunta una pistola al cap d'Ally i preme el gallet, però descobreix que l'arma no està carregada, després d'haver estat enganyada pel guàrdia abans. Després, Beverly li dispara al cap, matant-lo. Ally obté la gran majoria del vot femení i guanya un escó al Senat. Més tard, l'Ally es posa una capa similar a la que fa servir el grup de Valerie Solanas i marxa per assistir a una reunió amb un grup de "dones empoderades que volen canviar el sistema". |              |                                               |                       |                            |                         |           |                       |

## Recepció

### Resposta crítica
American Horror Story: Cult ha rebut bons comentaris dels crítics. A Rotten Tomatoes va donar a la temporada un 73% d'aprovació, amb una qualificació mitjana de 6,9/10, basada en 36 crítiques. El consens del lloc diu: "American Horror Story: Cult resulta intrigant gràcies a la seva raresa atemporal i desmesurada - així com pels pallassos - malgrat ser obstaculitzada per generalitzacions polítiques ocasionals i forats argumentals que resten lògica a la trama". A Metacritic , la temporada se li va donar una puntuació de 66 de 100 basat en 24 revisions, la qual cosa indica "generalment comentaris positius".

## Premis i nominacions
En la seva setena temporada, la sèrie ha estat nominada a 25 premis, 3 d'ells es van guanyar.
| Curs | Associació                                         | Categoria                                                                                          | Nominat(s) | Resultat   |
| ---- | -------------------------------------------------- | -------------------------------------------------------------------------------------------------- | --- | ---------- |
| 2018 | 8è Premis Critics' Choice TV                       | Millor actor en una pel·lícula o sèrie limitada                                                    | Evan Peters | Nominat    |
| 2018 | 70th Writers Guild of America Awards               | Forma llarga - Original                                                                            | Brad Falchuk, John J. Gray, Joshua Green, Todd Kubrak, Crystal Liu, Tim Minear, Ryan Murphy, Adam Penn, James Wong                                            | Nominat    |
| 2018 | 22è Premis del Gremi de Directors d'Art            | Pel·lícula de televisió o mini-sèrie                                                               | Jeffrey Mossa (per " Election Night " i " Winter of Our Discontent ")                                                                                         | Nominat    |
| 2018 | 20è Premis del Gremi de Dissenyadors de Vestuari   | Excel·lència en la televisió contemporània                                                         | Sarah Evelyn Bram | Nominat    |
| 2018 | Premis del Gremi de Maquilladors i Perruquers 2018 | Minisèrie de televisió o pel·lícula feta per a televisió: Millor maquillatge contemporani          | Eryn Krueger Mekash, Kim Ayers, Silvina Knight | Nominat    |
| 2018 | Premis del Gremi de Maquilladors i Perruquers 2018 | Minisèrie de televisió o pel·lícula feta per a televisió: Millor pentinat contemporani             | Michelle Ceglia, Samantha Wade, Brittany Madrigal | Nominat    |
| 2018 | Premis del Gremi de Maquilladors i Perruquers 2018 | Minisèrie de televisió o pel·lícula feta per a televisió: Millor pentinat d'època i/o personatge   | Michelle Ceglia, Samantha Wade, Julie Rael | Nominat    |
| 2018 | Premis del Gremi de Maquilladors i Perruquers 2018 | Minisèrie de televisió o pel·lícula feta per a televisió: Millors efectes especials de maquillatge | Eryn Krueger Mekash, Michael Mekash, David Anderson | Va guanyar |
| 2018 | Premis del Gremi de Maquilladors i Perruquers 2018 | Anuncis publicitaris i vídeos musicals: Millor maquillatge                                         | Kerry Herta, Jason Collins, Christina Waltz | Va guanyar |
| 2018 | Premis del Gremi de Maquilladors i Perruquers 2018 | Anuncis publicitaris i vídeos musicals: Millor pentinat                                            | Nicki Alkire, Fernando Navarro, Stephanie Rives | Va guanyar |
| 2018 | 16è premis Gold Derby                              | Millor Minisèrie                                                                                   | American Horror Story: Cult | Nominat    |
| 2018 | 16è premis Gold Derby                              | Millor actor de minisèrie/pel·lícula de televisió                                                  | Evan Peters | Nominat    |
| 2018 | 16è premis Gold Derby                              | Millor actriu de minisèrie/pel·lícula de televisió                                                 | Sarah Paulson | Nominat    |
| 2018 | 44è Premis Saturn                                  | Millor sèrie de televisió de terror                                                                | American Horror Story: Cult | Nominat    |
| 2018 | 44è Premis Saturn                                  | Millor actriu de televisió                                                                         | Sarah Paulson | Nominat    |
| 2018 | 44è Premis Saturn                                  | Millor actor secundari a la televisió                                                              | Evan Peters | Nominat    |
| 2018 | 44è Premis Saturn                                  | Millor actriu secundària a la televisió                                                            | Adina Porter | Nominat    |
| 2018 | 29è Premis GLAAD Media                             | Pel·lícula de televisió o minisèrie excepcional                                                    | American Horror Story: Cult | Nominat    |
| 2018 | 70è Premis Primetime Emmy                          | Millor actriu principal en una sèrie limitada o pel·lícula                                         | Sarah Paulson | Nominat    |
| 2018 | 70è Premis Primetime Emmy                          | Millor actriu secundària en una sèrie limitada o pel·lícula                                        | Adina Porter | Nominat    |
| 2018 | 70è Primetime Creative Arts Emmy Awards            | Perruqueria excepcional per a una sèrie limitada o pel·lícula                                      | Michelle Ceglia, Samantha Wade, Brittany Madrigal, Julie Rael, Valerie Jackson, Joanne Onorio                                                                 | Nominat    |
| 2018 | 70è Primetime Creative Arts Emmy Awards            | Maquillatge excepcional per a una sèrie limitada o pel·lícula (no protèsica)                       | Eryn Krueger Mekash, Kim Ayers, Michael Mekash, Silvina Knight, Carleigh Herbert                                                                              | Nominat    |
| 2018 | 70è Primetime Creative Arts Emmy Awards            | Disseny de producció excepcional per a un programa narratiu contemporani (una hora o més)          | Jeff Mossa, Rachel Robb Kondrath, Claire Kaufman | Nominat    |
| 2018 | 70è Primetime Creative Arts Emmy Awards            | Maquillatge protèsic excel·lent per a una sèrie, sèrie limitada, pel·lícula o especial             | Eryn Krueger Mekash, Michael Mekash, Kim Ayers, Silvina Knight, Christopher Nelson, Carleigh Herbert, Glen Eisner, David Leroy Anderson                       | Nominat    |
| 2018 | 70è Primetime Creative Arts Emmy Awards            | Edició de so excepcional per a una sèrie limitada, pel·lícula o especial                           | Gary Megregian, Naaman Haynes, Steve M. Stuhr, Timothy A. Cleveland, Paul Diller, Mitchell Lestner, Sam Munoz, David Klotz, Noel Vought (per " Great Again ") | Nominat    |